# Deltote postvittata
Deltote postvittata is een vlinder van de familie van de uilen (Noctuidae). De wetenschappelijke naam van deze soort is voor het eerst voorgesteld als Lithacodia postvittata door Alfred Ernest Wileman in een publicatie uit 1914.
De soort komt voor in Taiwan.